# Lockheed Corporation
Lockheed Corporation var ett amerikanskt tillverkningsföretag som verkade inom försvars- och rymdfartsindustrin.
Företaget grundades 1926 av bröderna Allan och Malcolm Loughead. Man tillverkade flygplan men även robotvapen, rymdfarkoster och annan elektronik. 1995 gick man samman med företaget Martin Marietta Corporation för att bilda Lockheed Martin.

## Lockheedaffären
Lockheed avslöjades 1976 som involverade i en stor, världsomfattande mutskandal. Den 8 februari 1976 avslöjades att Lockheed gjort betydande utbetalningar till förre västtyske försvarsministern Franz Josef Strauss och hans kristdemokratiska parti CSU; Strauss var en ivrig förespråkare för att Lockheed F-104 Starfighter skulle bli NATO:s flygplan i Europa. Personer från fler länder var inblandade, samma år tvingades prins Bernhard av Nederländerna att avgå från samtliga sina officiella poster sedan det framkommit att han 1974 begärt provision av Lockheed om bolaget sålde ett marint spaningsplan till holländska flottan.

## Produkter

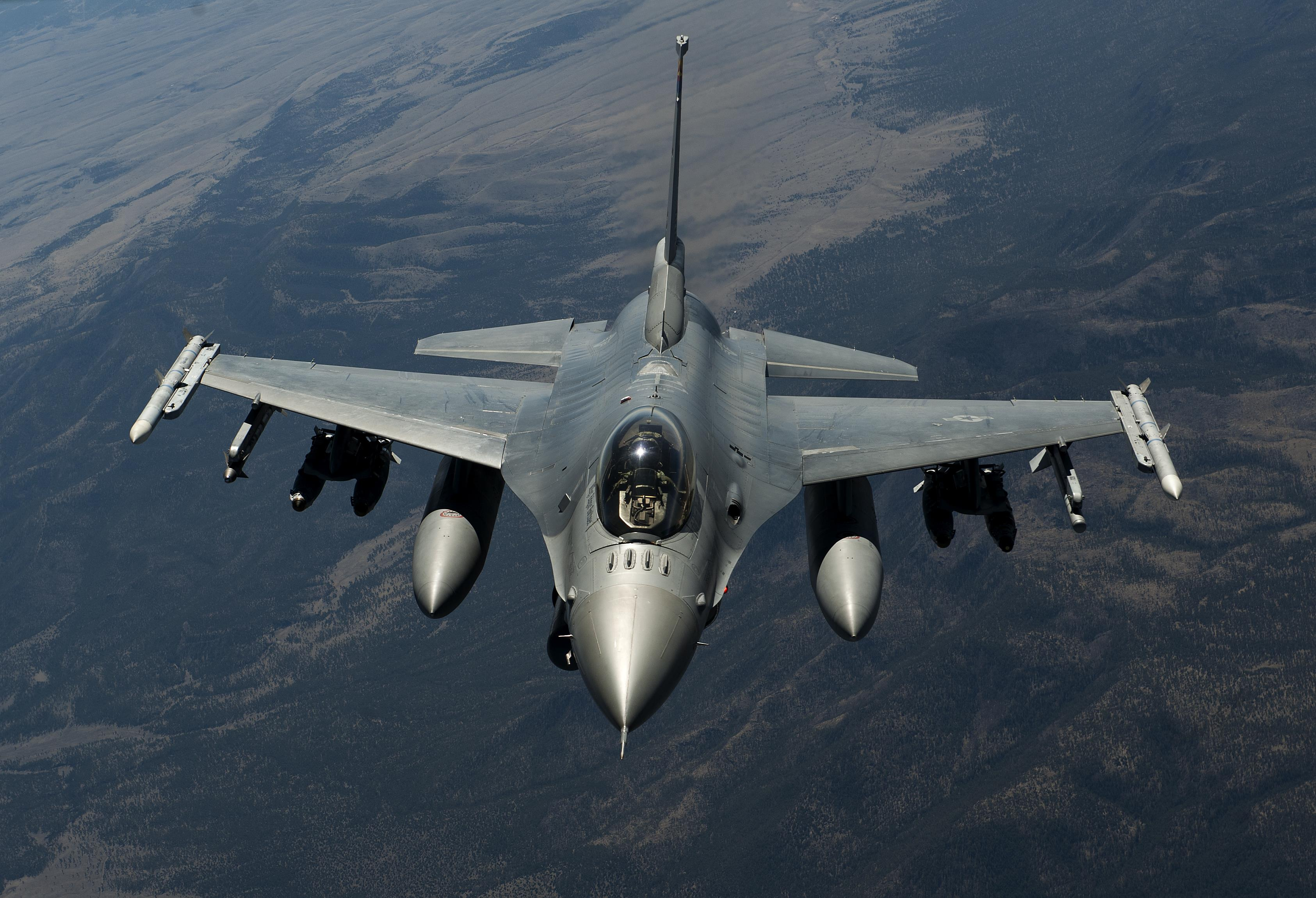
General Dynamics F-16 Fighting Falcon.

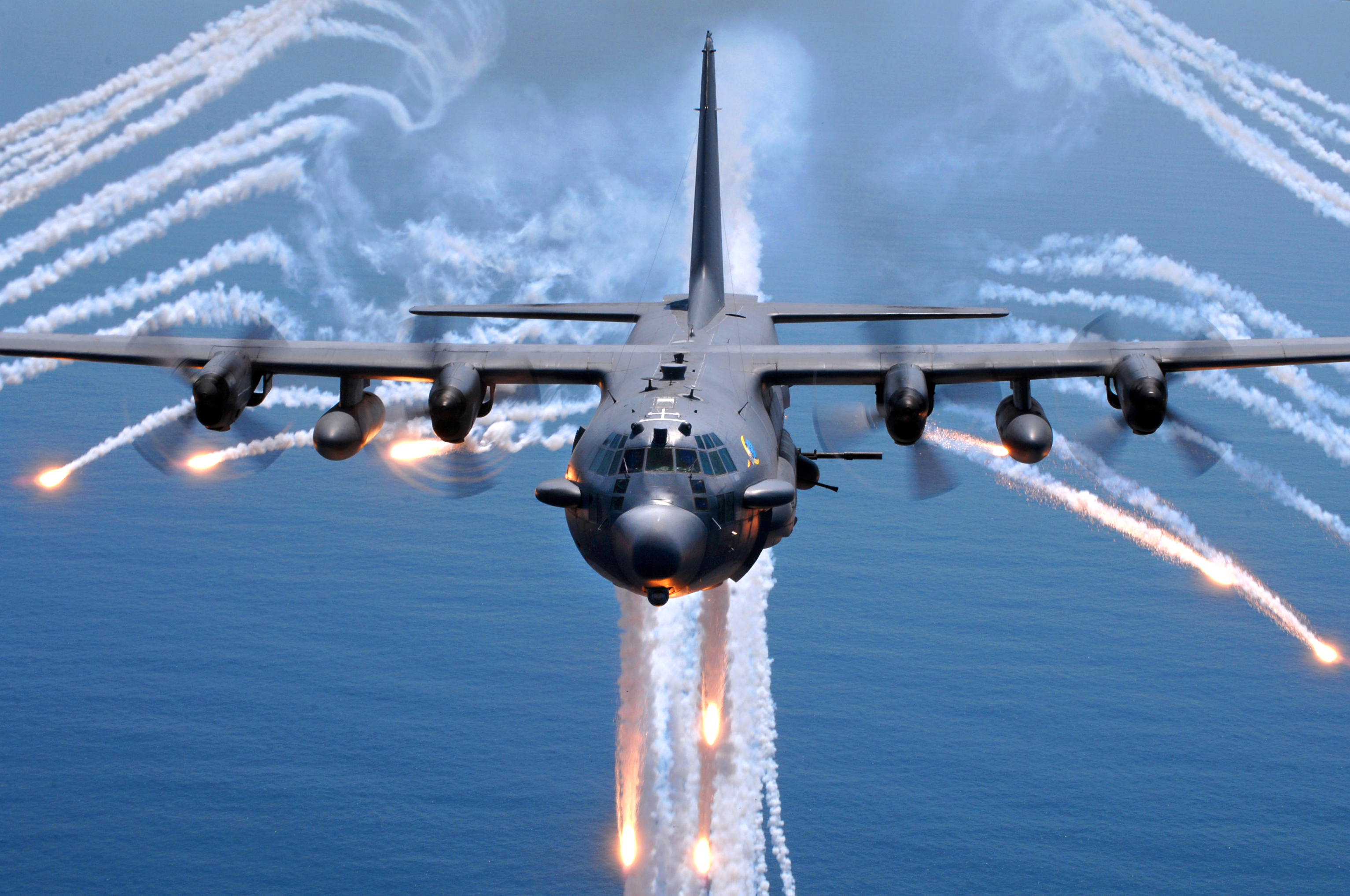
Lockheed AC-130.

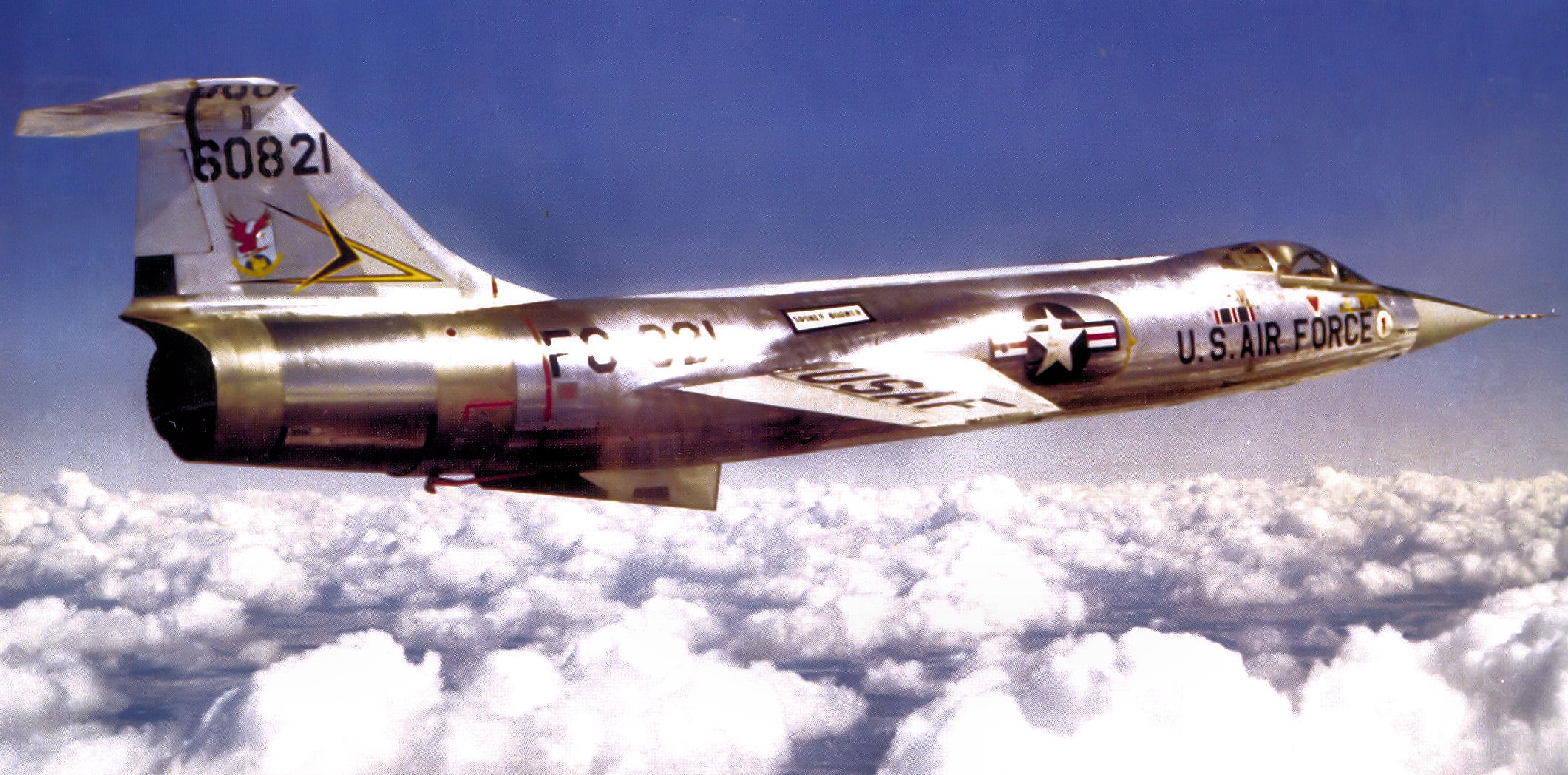
Lockheed C-141 Starlifter.

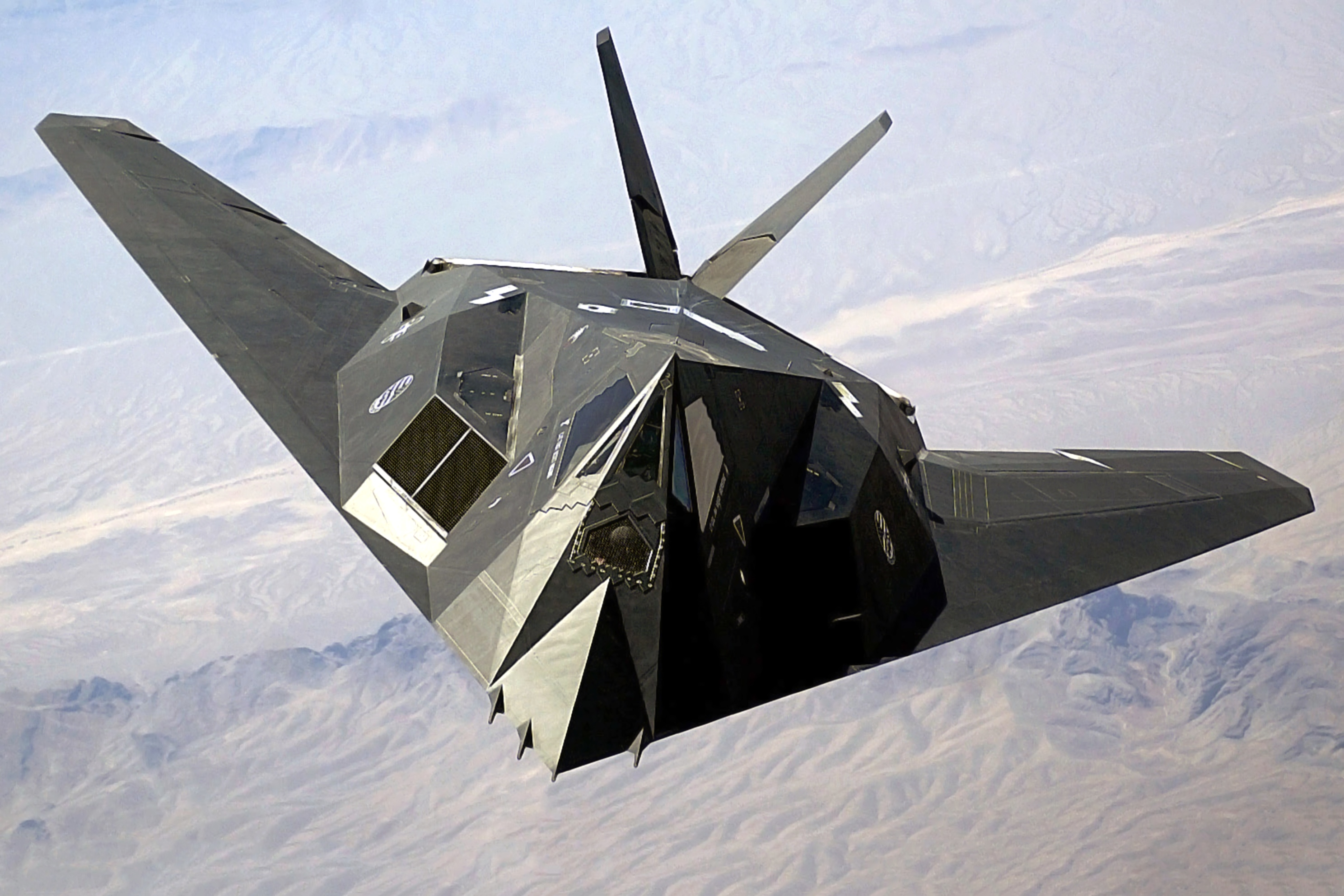
F-117 Nighthawk.

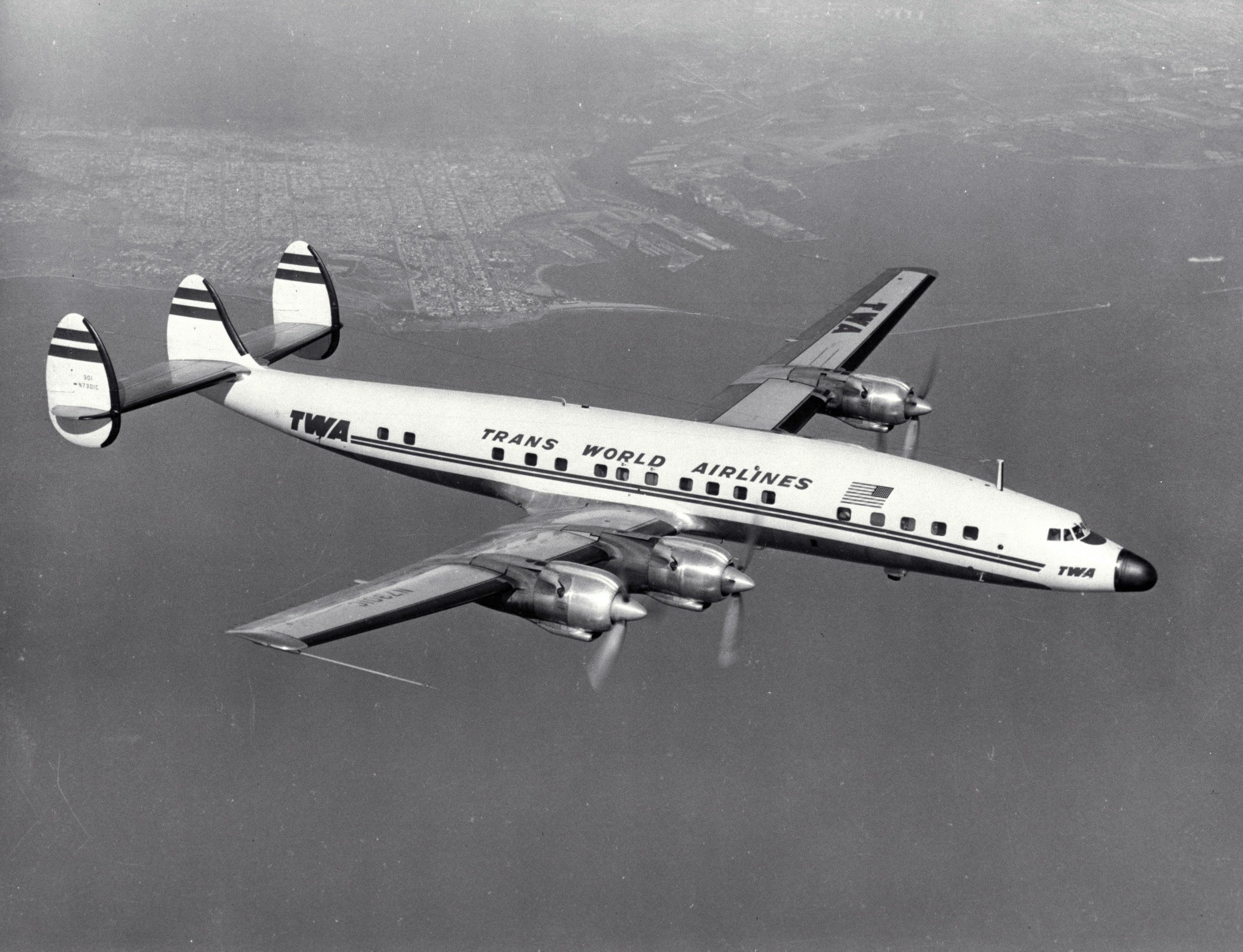
Lockheed L-1649 Constellation.

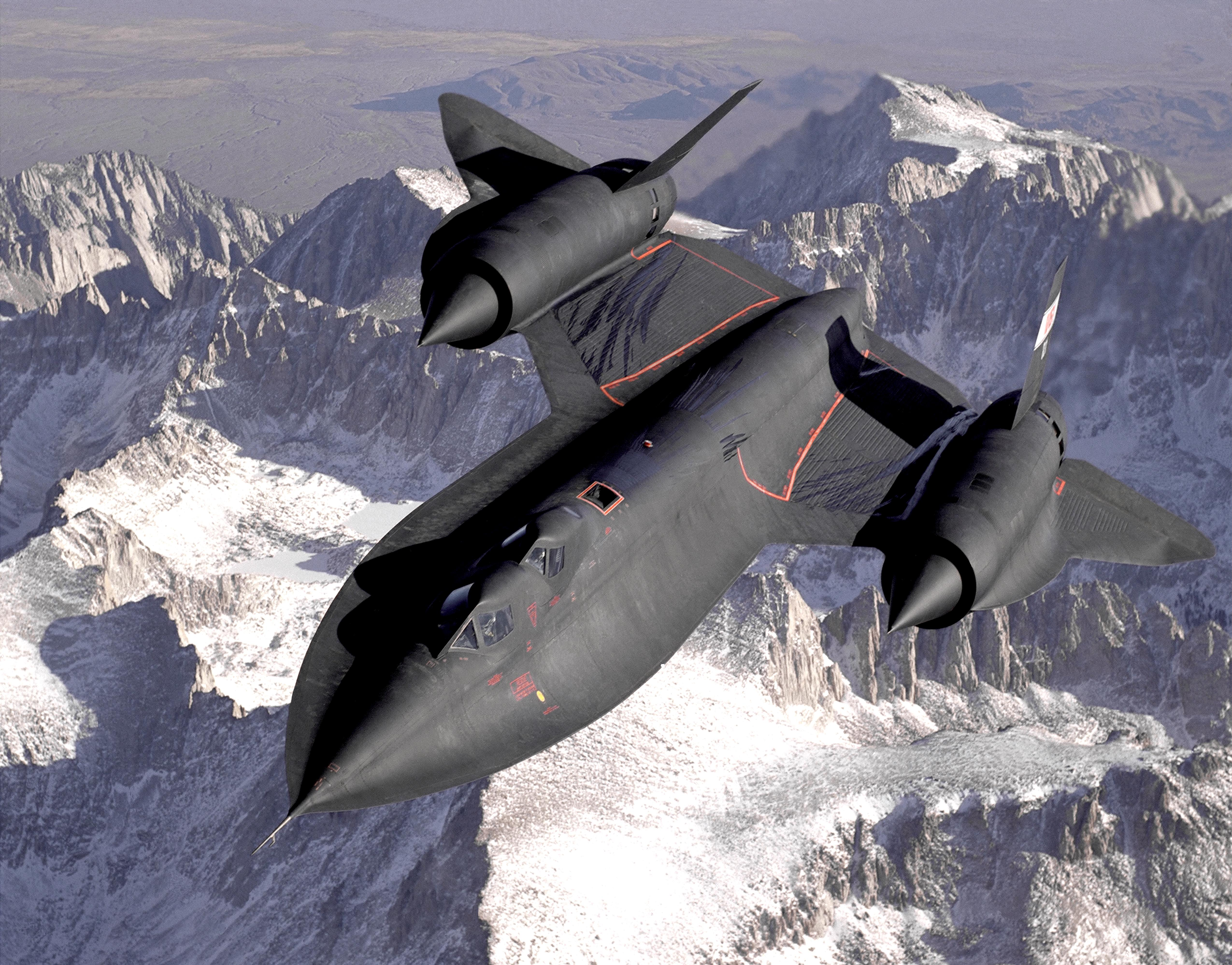
Lockheed SR-71 Blackbird.

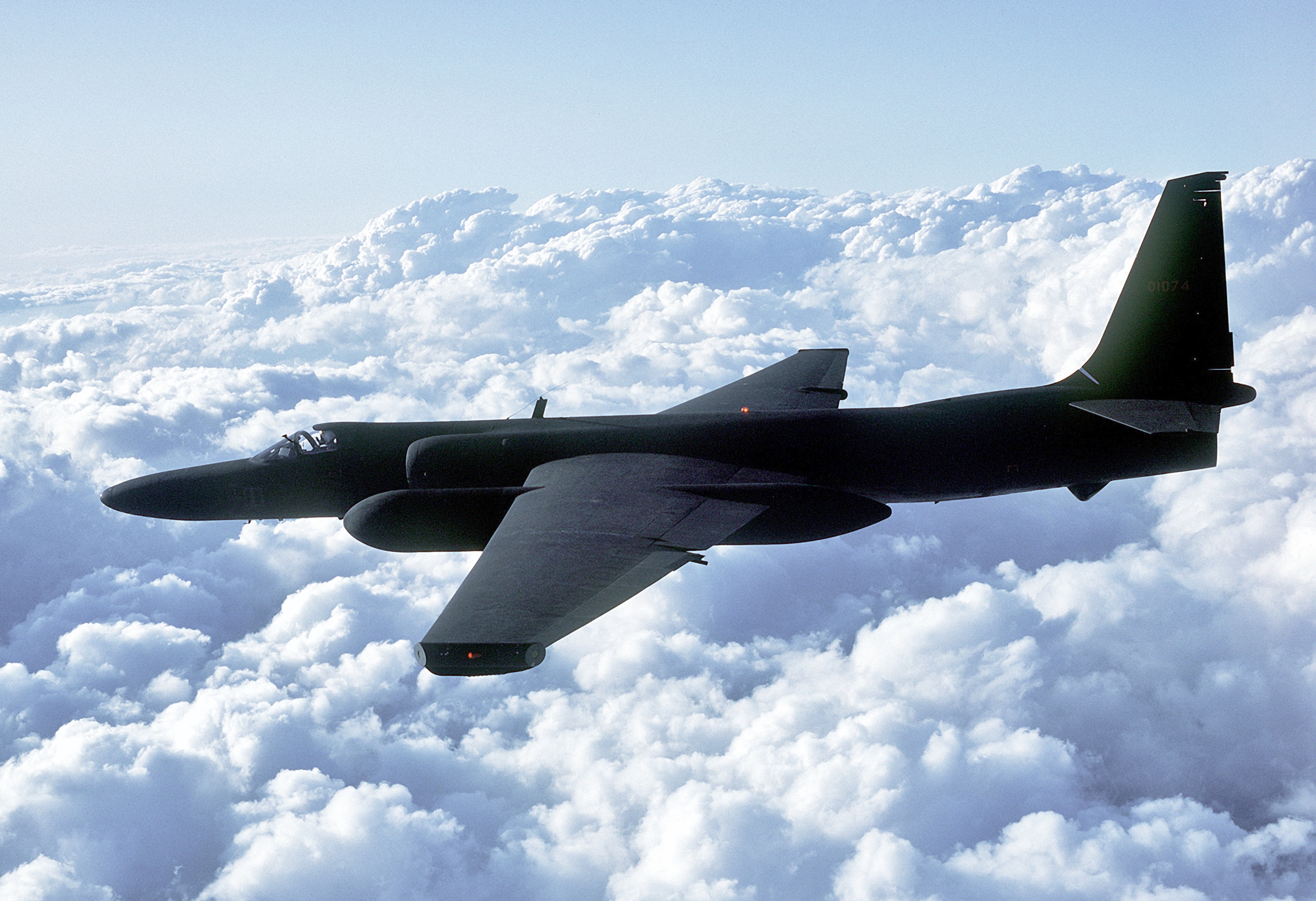
Lockheed U-2.

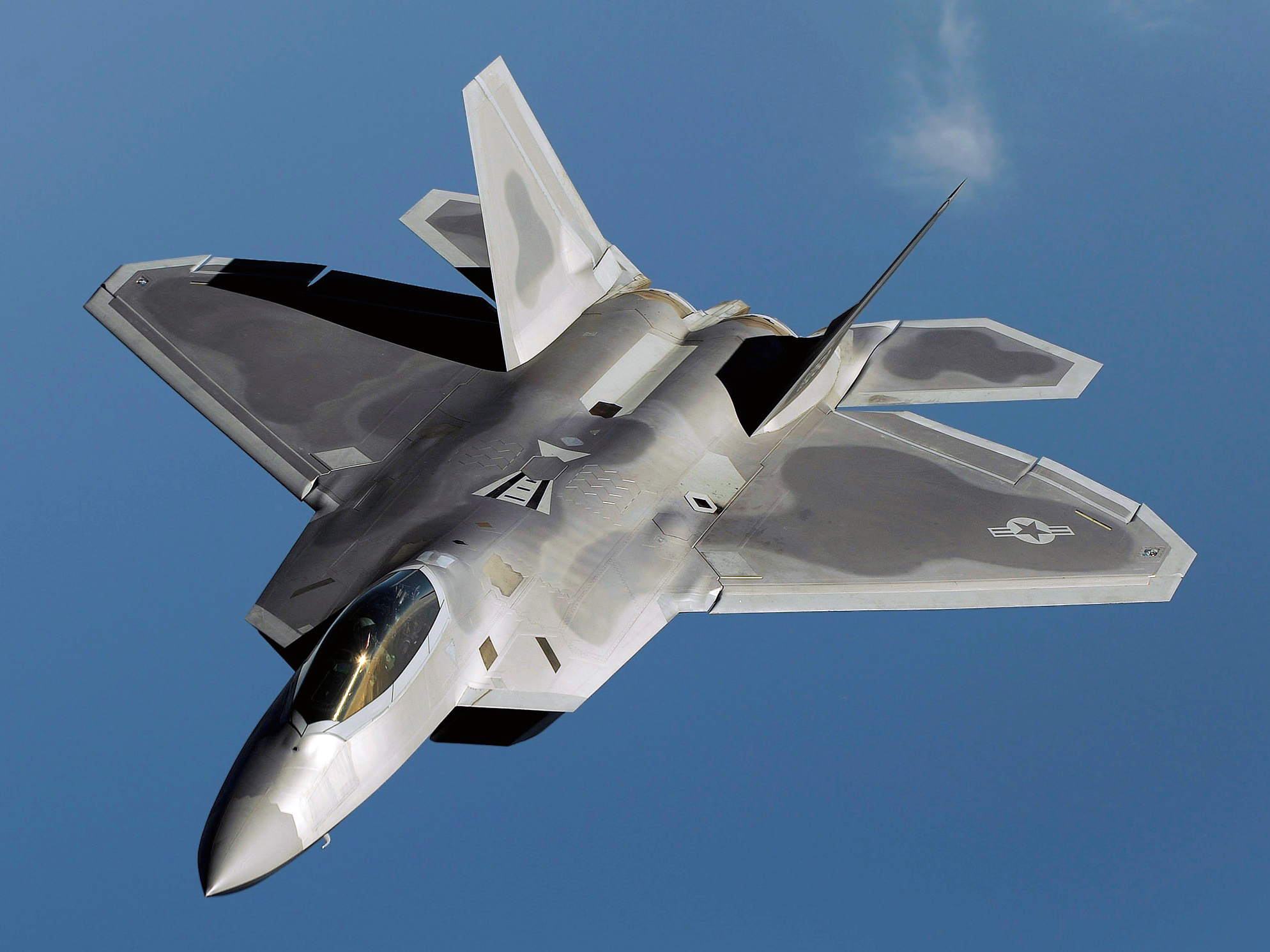
Lockheed YF-22.

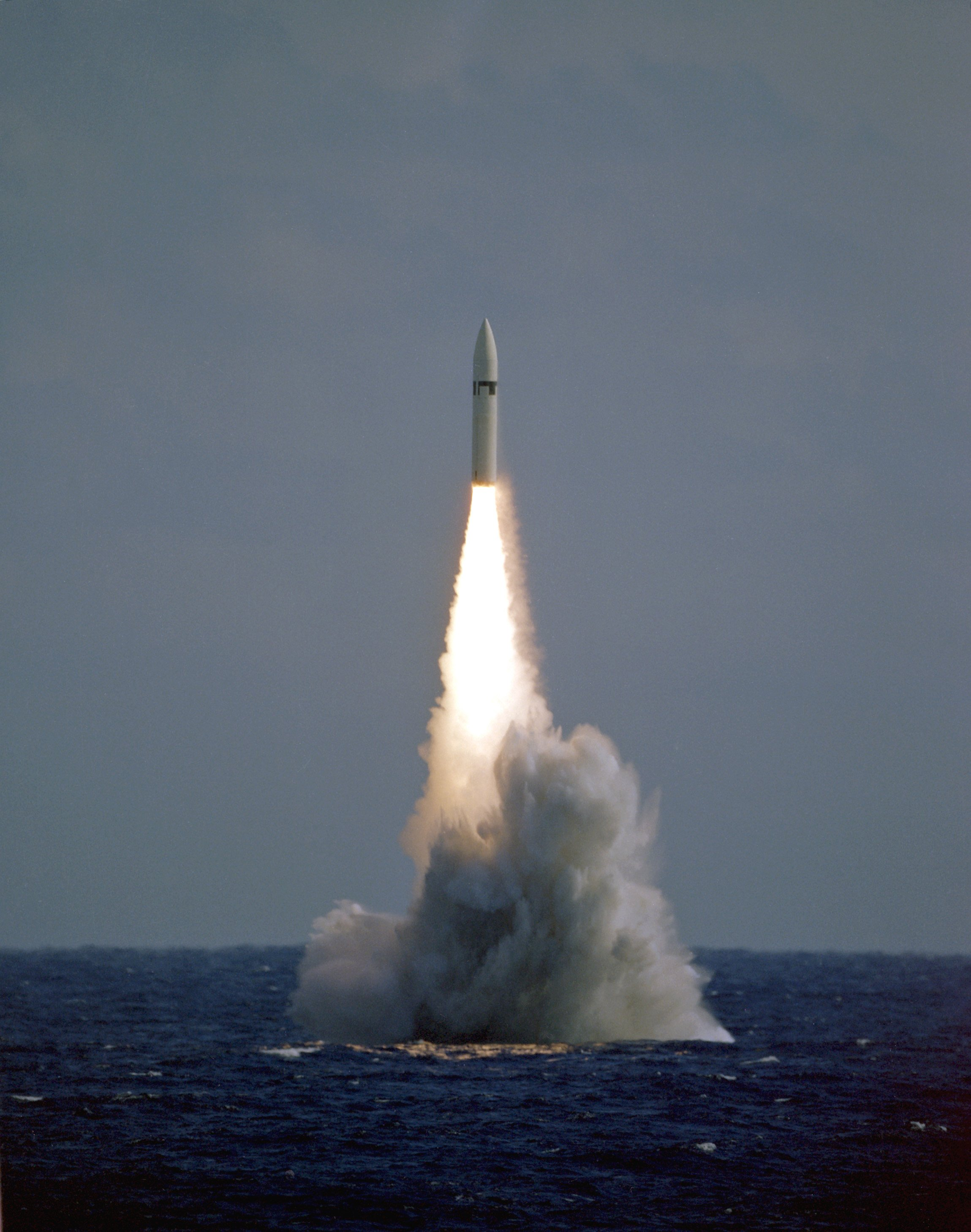
UGM-27 Polaris.

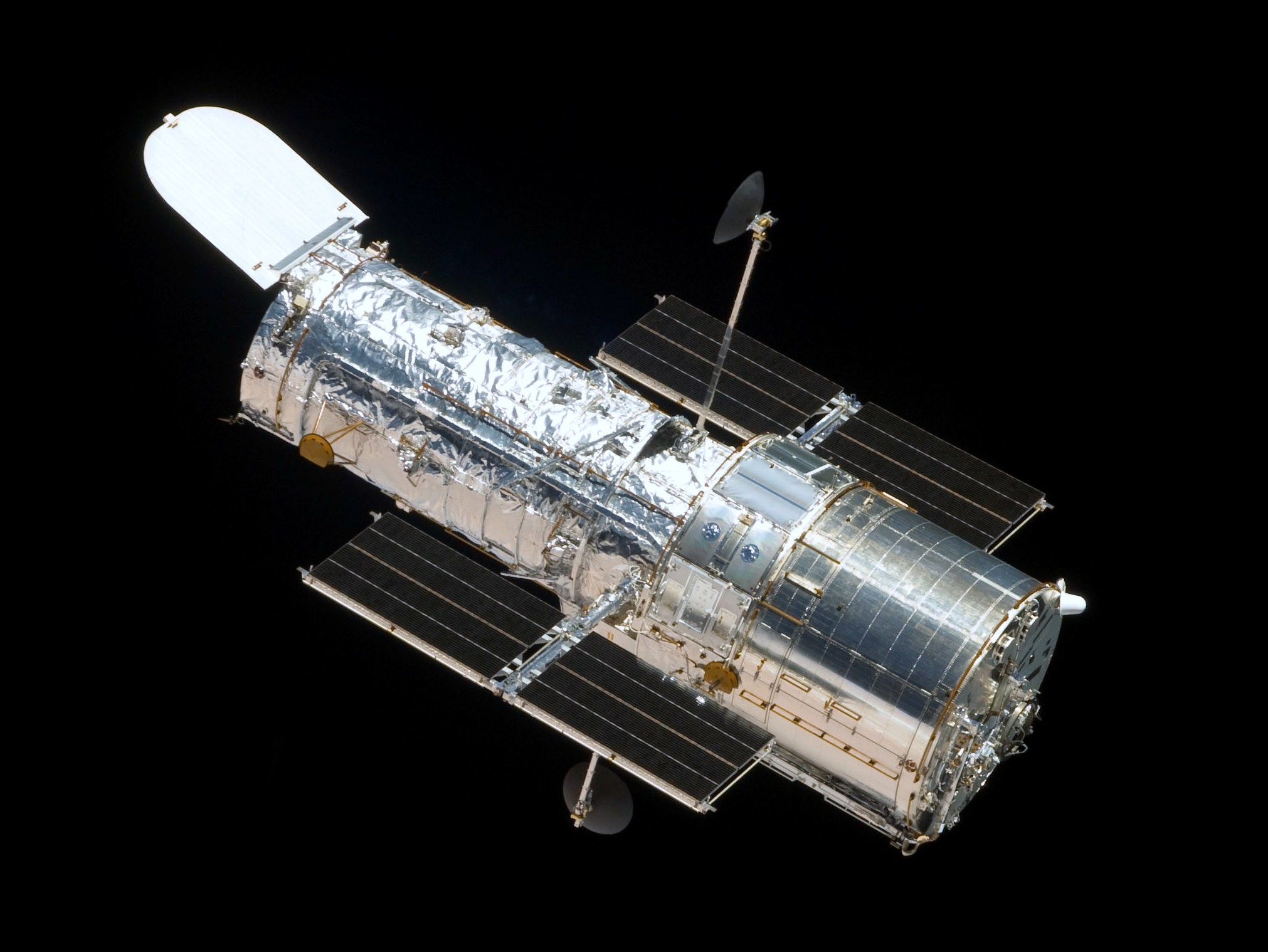
Rymdteleskopet Hubble.

### Drönare
- Lockheed AQM-60 Kingfisher
- Lockheed MQM-105 Aquila
- Lockheed D-21
- Lockheed X-7

### Flygplan
- General Dynamics F-16 Fighting Falcon
- Lockheed A-12
- Lockheed AC-130
- Lockheed Air Express
- Lockheed Altair
- Lockheed Big Dipper
- Lockheed C-5 Galaxy
- Lockheed C-69 Constellation
- Lockheed C-121 Constellation
- Lockheed C-130 Hercules
- Lockheed C-141 Starlifter
- Lockheed CL-400 Suntan
- Lockheed CL-1200 Lancer
- Lockheed Constellation
- Lockheed EC-121 Warning Star
- Lockheed Explorer
- Lockheed F-94 Starfire
- Lockheed F-104 Starfighter
- Lockheed F-117 Nighthawk
- Lockheed Flatbed
- Lockheed Harpoon
- Lockheed Have Blue
- Lockheed Hudson
- Lockheed Jetstar
- Lockheed L-049 Constellation
- Lockheed L-8 Sirius
- Lockheed L-9 Orion
- Lockheed L-10 Electra
- Lockheed L-12 Electra Junior
- Lockheed L-14 Super Electra
- Lockheed L-18 Lodestar
- Lockheed L-44 Excalibur
- Lockheed L-75 Saturn
- Lockheed L-133
- Lockheed L-188 Electra
- Lockheed L-193
- Lockheed L-649 Constellation
- Lockheed L-749 Constellation
- Lockheed L-1011 Tristar
- Lockheed L-1049 Super Constellation
- Lockheed L-1249 Super Constellation
- Lockheed L-1649 Starliner
- Lockheed L-2000
- Lockheed Little Dipper
- Lockheed P-2 Neptune
- Lockheed P-3 Orion
- Lockheed P-7
- Lockheed P-38 Lightning
- Lockheed P-80 Shooting Star
- Lockheed R6V Constitution
- Lockheed S-3 Viking
- Lockheed SR-71 Blackbird
- Lockheed T2V Seastar
- Lockheed T-33 Shooting Star
- Lockheed U-2
- Lockheed Vega
- Lockheed Ventura
- Lockheed XB-30
- Lockheed XC-35
- Lockheed XF-90
- Lockheed XF-104
- Lockheed XFM-2
- Lockheed XFV
- Lockheed XP-49
- Lockheed XP-58 Chain Lightning
- Lockheed XV-4 Hummingbird
- Lockheed YF-12
- Lockheed YF-22
- Lockheed YO-3A Quiet Star
- Lockheed YP-24
- Schweizer X-26 Frigate

### Helikopters
- Lockheed CL-475
- Lockheed AH-56 Cheyenne
- Lockheed XH-51

### Robotvapen
- UGM-27 Polaris
- UGM-73 Poseidon
- UGM-89 Perseus
- UGM-96 Trident I
- UGM-133 Trident II
- High Virgo

### Rymdfarkoster
- Agena
- Agena target vehicle
- Corona
- Lockheed X-7
- Lockheed X-17
- Lockheed L-301 (aka X-24C)
- Lockheed Star Clipper
- Rymdteleskopet Hubble

### Vattenfarkost
- Sea Shadow